# Gregorio Suñol
Gregorio Suñol y Baulenas (Barcelona, 1879- Roma, 1946), fue un religioso y musicólogo español. En 1943, fue elegido abad del monasterio de Santa Cecília de Montserrat
Profesó en el monasterio de Montserrat, donde estudió música. Director de la Escuela superior de canto ambrosiano de Milán y presidente del Pontificio instituto de música sagrada de Roma.

## Obras
- Método completo de canto gregoriano según la escuela de Solesmes (1905).
- El cant dels romeus (segle XIV) (1917).
- Introducció a la paleografia musical gregoriana (1925), traducida al francés en 1935.
- Storia del canto liturgico occidentale (1933).
- Cantus Missalis Ambrosiani (1933).